# Élie Frédéric Forey
Élie Forey, (teljes nevén: Élie Frédéric Forey) (Párizs, 1804. január 10. – Párizs, 1872. június 20.) francia katonatiszt, tábornok, 1863-tól Franciaország marsallja.

## Életpályája
A Saint-Cyr Katonai Akadémia befejezése után 1824-ben hadnagyként lépett be a 2. számú gyalogezredbe, 1830 és 1844 között Algériában szolgált. Az 1848. évi februári forradalom alatt azt a dandárt vezényelte, amelyet a nemzetgyűlés védelmére rendeltek. 1852-ben hadosztálytábornok lett. Részt vett a krími háborúban, ahol Szevasztopol előtt harcolt. 1859-ben Montebellónál és Solferinónál küzdött. 1863-ban a francia csapatokat vezette a mexikói expedícióban, majd visszatért Franciaországba. Ekkor III. Napóleon császár marsallá tette Foreyt, aki a 2. hadtest vezérletét vette át.
Az 1870. évi porosz–francia háború kitörése után a császár Szentpétervárra küldte, hogy a II. Sándor orosz cárt szövetségkötésre bírja, ám ez nem sikerült. A köztársaság kikiáltása után Forey külföldre utazott, és csak két év múlva tért vissza Párizsba.